# Електричне висадження
Електричне висадження (англ. electric firing, electric blasting, electric ignition[джерело?]; нім. elektrische Zündung f — спосіб висадження за допомогою електричних засобів ініціювання, включених до електровибухової мережі.
При Е.в. заряд ВР ініціюється електродетонаторами (ЕД), електротермічними, елементами, електрозапалювальними трубками і патронами, початковим імпульсом яких є електричний струм. Найбільшим поширенням користується ЕД.
Е.в. характеризується високою безпекою, можливістю ініціювання великого числа зарядів як одночасно, так і в будь-якій необхідній послідовності і практично з будь-якою тривалістю уповільнення; високою надійністю висадження завдяки можливості попередньої перевірки справності всієї електровибухової мережі безпосередньо перед подачею імпульсу струму; можливістю застосування в шахтах, небезпечних за газом і пилом, а також у виробках будь-якого напряму, включаючи стовбури.
Недоліки Е.в.: трудомісткість монтажу електровибухової мережі і перевірки її справності; необхідність відключення електроенергії в небезпечній зоні на період монтажу мережі для попередження передчасного ініціювання електродетонаторів блукаючими струмами.